# Martine Piccart
Pour les articles homonymes, voir Piccart.
Martine, baronne Piccart-Gebhart, née le 18 juin 1953 à Bruxelles est une professeur oncologue belge. Son père d’origine liégeoise fut médecin issu d'un milieu social modeste, sa mère d’origine flamande fut professeur de langues.
Elle est docteur en médecine (ULB).
Elle commence sa carrière à l’Institut Jules Bordet en 1978 et poursuit en 1983 sa spécialisation en Oncologie aux États-Unis au New York University Medical Center pendant deux ans. En 1993, elle présente une thèse sur Les mécanismes moléculaires impliqués dans le cancer du sein hormonorésistant.
Elle reprend la direction de la clinique de cancérologie mammaire et plus tard, celle de l’Unité de chimiothérapie, qui acquiert rapidement un renom international et attire un grand nombre de médecins belges et étrangers.
Le Pr. Piccart a joué un rôle actif dans le développement de nouvelles drogues chimiothérapiques et a contribué à la création du Laboratoire des Micropuces à ADN à l’Institut Bordet.
En 1996, elle crée le Breast International Group (BIG) dans le but de centraliser tous les efforts de recherche à travers le monde dans le domaine du cancer du sein.
Depuis 2001 elle est nommée au Comité de American Society of Clinical Oncology (ASCO).
Elle est professeur associée en Oncologie à l'Université libre de Bruxelles, chef du service de Médecine de l'Institut Jules Bordet, fondatrice et présidente de BIG (Breast International Group) et TRANSBIG (consortium of Translational research BIG) (associations médicales dans le cadre de la lutte contre le cancer du sein).

## Distinctions
- Prix Fleuris Mercier
- Award de l’Esmo (1997), pour une contribution exceptionnelle au progrès de l’oncologie médicale en matière de Cancer du sein et cancer de l’ovaire
- Breast Cancer Research Foundation Award (2004) à New York
- Prix Mois du Cancer du Sein à Paris
- Bourse Freedom of Discovery Grants de Bristol Myers Squibb (2005).

Elle fut élevée au titre personnel de baronne par le roi Albert II en 2007. Par ailleurs, ses enfants, nés de son mariage avec Michael Gebhart, ont reçu concession de noblesse héréditaire. Son mari a reçu l'autorisation de porter le titre de baron devant son nom.